# Georges Theil
Pour les articles homonymes, voir Theil.
Georges Theil, dit Gilbert Dubreuil, né en 1940 en Corrèze, est un militant politique français.
Membre du Front national, il a été condamné à plusieurs reprises pour négationnisme.

## Biographie

### Jeunesse
Fils d'un résistant assassiné, en avril 1944, il est administrateur des Télécommunications chez France Télécom et prend sa retraite en juillet 2000. Conseiller régional FN en Rhône-Alpes, de 1998 à 2004, il fait partie des 500 signataires qui proposent Jean-Marie Le Pen comme candidat à l'élection présidentielle de 2002.

### Conférence en Iran (décembre 2006)
Il participe à la conférence iranienne sur la réalité de l’Holocauste à l’Institut d’études politiques et internationales du ministère des Affaires étrangères en Iran parmi des chercheurs européens, des rabbins antisionistes, le négationniste français Robert Faurisson, et l'ex-dirigeant du Ku Klux Klan, David Duke. Il réaffirme que l’Holocauste est un « énorme mensonge ». « Les juifs ont été persécutés, c’est vrai, ils ont été déportés, c’est vrai, mais il n’y a pas eu de meurtre industriel, il n’y a pas eu de chambres à gaz », a-t-il dit.

### Affaires judiciaires
Condamné en 2001 par la Cour d'appel de Grenoble pour contestation de crimes contre l'Humanité (article 24 bis de la loi du 29 juillet 1990 dite « Gayssot ») à 3 mois de prison avec sursis et à 50 000 francs d'amendes, puis pour avoir nié l'existence des chambres à gaz devant un journaliste de TV8 Mont-Blanc, le 14 octobre 2004, tandis que Bruno Gollnisch scandalise par ses propos sur la Shoah, il est condamné, le 3 janvier 2006, à 6 mois de prison ferme pour des propos tombant sous le coup de la loi Gayssot et réprime le négationnisme de la Shoah. Il a fait appel de cette condamnation avant d'être la première personne à être condamné à une peine de prison ferme dans le cadre de cette loi.

## Publication
- Gilbert Dubreuil et Jean Norton, Un cas d'insoumission: comment on devient revisionniste, Samizdat Ed., 2002. 
  - S'inspirant de Robert Faurisson et Maurice Bardèche, niant l'utilisation des chambres à gaz par les nazis pour exterminer les Juifs, parlant de « bobard ». Il y conclut par « l'impossibilité radicale d'un processus d'extermination de masse dans les locaux et aux lieux prétendus ». Le 7 octobre 2005, il est condamné en première instance par le tribunal correctionnel de Limoges à 6 mois de prison ferme et à 30 000 euros d'amende. L'audience d'appel a eu lieu le 3 février 2006 et le jugement en appel a confirmé la première condamnation. Il se pourvoit en cassation et l'arrêt de la cour d'appel de Limoges est alors cassé. La Cour d'appel de Bordeaux le relaxe le 6 mars 2008.